# كرديتشال (مقاطعة كلاردشت)
كرديتشال (بالفارسية: کردیچال) هي مستوطنة تقع في قسم كلاردشت الشرقي الريفي (مقاطعة كلاردشت) في إيران. يقدر عدد سكانها بـ 1,466 نسمة .